# Marie Long-Landry
Pour les articles homonymes, voir Long et Landry.
Marie Long-Landry, née le 14 novembre 1877 à Ajaccio et morte le 11 décembre 1968 à Paris, est une médecin française.

## Biographie

### Famille
Marie Landry est née dans une famille d’intellectuels radicaux socialistes apparentée aux Meuron et aux Bonaparte. Sa mère Augustine Meuron (1844-1926) et son père Timothée Landry (1841-1912), juriste devenu ensuite président de chambre à la Cour d'appel de Paris, quittent la Corse pour Nîmes en 1883 avant de rejoindre la capitale en 1896. Elle a 5 frères et sœurs : Josèphe, dite Seppa, (1869-1871), morte de tuberculose ; Eugène Landry (1872-1913), agrégé de français et d'italien, docteur ès lettres, maître de conférences à l'Institut national de Florence ; Adolphe Landry (1874-1956), normalien, fondateur de la démographie française, député de Corse, plusieurs fois ministre ; sa sœur jumelle Marguerite Pichon-Landry est une féministe qui fut la présidente du Conseil national des femmes françaises ; Lasthénie Thuillier-Landry (1879-1962), également médecin, fondatrice de l’Association française des femmes médecins en 1923.

### Formation
En 1906, Marie Landry est interne des Hôpitaux de Paris sous la direction notamment d'Ernest Dupré et surtout Jules Dejerine à l'hôpital de la Salpêtrière.
Sa thèse, en 1911, porte sur la maladie de Little.
Elle est la première femme nommée au poste de chef de clinique (clinicat) en 1911,.

### Carrière médicale
Pendant la Première Guerre mondiale, Marie Long-Landry aide son mari à diriger le service de physiologie-neurologie de l’hôpital militaire de Bourg-en-Bresse,. Elle y croise le chirurgien suisse Albert Reverdin.
Après la guerre, elle part travailler au service de neuropsychiatrie de l'hôpital de Genève, où son mari y devient professeur en 1919. Elle s'investit également dans la fondation Dejerine.
En 1924, elle fonde le Service social international à Genève, dont elle est présidente pendant 25 ans.
Vers 1929, elle travaille dans le service de neurologie d'André-Thomas à l'hôpital Saint-Joseph.
À la fin de la Seconde Guerre mondiale, elle reçoit la Médaille de la Résistance pour son aide aux Juifs et aux soldats alliés. Sa maison se trouve en effet sur la frontière franco-suisse.

## Vie privée
En 1908, Marie Landry épouse à Paris Édouard André Long, professeur de médecine à Genève et rencontré à l'hôpital de la Salpêtrière. Ils ont un fils, Olivier Long qui naît le 11 octobre 1915 à Veyrier. Elle perd son mari en 1929. 

## Distinction
- Médaille de la Résistance française (décret du 16 juin 1945)[10]